# Steve Fisher (cyclisme)
Pour l'écrivain et scénariste américain, voir Steve Fisher. Pour les articles homonymes, voir Fisher.
Steve Fisher, né le 22 juin 1990 à Seattle, est un coureur cycliste américain.

## Palmarès sur route

### Par année
- 2012
  - Tour de Delta :
    - Classement général
    - 3e étape
- 2013
  - 4e étape de la Baker City Classic
  - Delta Road Race
  - Gig Harbor Circuit Race
- 2015
  - Volunteer Park Criterium
  - Tacoma Twilight Criterium
- 2016
  - 3e de la Delta Road Race
- 2017
  - Poulsbo Twilight Criterium
  - Grand Prix cycliste de Saguenay :
    - Classement général
    - 1re étape

  - Tour de White Rock :
    - Classement général
    - 2e étape

### Classements mondiaux
| Année            | 2013 | 2014 | 2015 | 2016 | 2017 |
| ---------------- | ---- | ---- | ---- | ---- | ---- |
| UCI America Tour | 38e  |      |      | 199e | 71e  |

## Palmarès en cyclo-cross
- 2005-2006
  - 2e du championnat des États-Unis de cyclo-cross cadets